# William Howard Taft
William Howard Taft (Cincinnati, 15. rujna 1857. – Washington, 8. ožujka 1930.) je američki pravnik i političar, najpoznatiji po tome što je bio 27. predsjednik SAD, odnosno 10. po redu predsjednik Vrhovnog suda SAD.

## Životopis
William Taft se rodio u Cincinnatiju, u obitelji Alphonsa Tafta, jednog od najutjecajnijih političara u Ohiou i SAD uopće, koji će u administraciji predsjednika Granta bio služio kao sekretar za rat i ministar pravosuđa SAD.
Slijedeći stope svog oca, mladi Taft se upisao na koledž u Yaleu, gdje je postao članom Skull and Bones, tajnog udruženja čiji je osnivač bio upravo Alphonso Taft. Godine 1878. Taft je diplomirao kao drugi u klasi, a dvije godine kasnije u Cincinnatiju stekao pravnu diplomu. 
Taft se sljedećih godina oženio za svoju dugogodišnju ljubav Helen Harron, te služio kao javni tužilac i glavni sakupljač federalnih poreza. Godine 1890. predsjednik Harrison ga je imenovao vrhovnim pravobraniteljem SAD. Godine 1892. Taft je postao federalni sudac, a sljedeće godine stekao i titulu doktora pravnih nauka na Univerzitetu Yale.
Godine 1900. predsjednik McKinley je Tafta imenovao prvim civilnim guvernerom Filipina - teritorija koje su SAD nedavno preuzele nakon špansko-američkog rata. Taft je tu dužnost prilično nevoljko prihvatio, dijelom zbog vlastitog protivljenja aneksiji Filipina, a dijelom zato što se bio nadao imenovanju u Vrhovni sud. Na tom mjestu je ostao od 1901. do 1903. godine, kada je naklonost domaćeg stanovništva osvojio dijeljenjem poljoprivrednog zemljišta, prethodno otkupljenog od Rimokatoličke crkve. U tu svrhu je Taft posjetio Vatikan, gdje se sreo s papom Leonom XIII. Godine 1903. predsjednik Roosevelt je Tafta mislio kandidirati za Vrhovni sud, ali su Tafta filipinski političari nagovorili da ostane kao guverner barem još neko vrijeme.
Godine 1904. Taft je ipak prihvatio Rooseveltovu ponudu da postane sekretar za rat u njegovoj administraciji. Tamo se istakao smirivanjem pobuna na Kubi, te početkom radova na Panamskom kanalu.
Roosevelt je držao da Taft dijeli njegove progresivne stavove po mnogim društvenim pitanjima, pa je odlučio da ga upravo on naslijedi u Bijeloj kući. Taft je godine 1908. dobio republikansku nominaciju, te je glatko izabran za predsjednika. 
Kao predsjednik, Taft je nastavio mnoge Rooseveltove reforme. Oštro se suprotstavio trustovima, podržavao uvođenje federalnog poreza na prihod, kao i direktan izbor federalnih senatora. Njegova je administracija znatno unaprijedila poštansku službu, a osnovano je i Ministarstvo rada. Međutim, Taftu je nedostajalo Rooseveltove karizme, kao i političkog talenta. Kao pravnik je inzistirao da se reforme vrše preko sudskih tužbi umjesto administrativnim mjerama.
To je s vremenom izazvalo sve veći razdor između Tafta i Roosevelta, koji je godine 1912. pokušao osvojiti republikansku nominaciju. Kada se republikanski establishment stavio na Taftovu stranu, Roosevelt je napustio konvenciju i osnovao vlastitu Bull Moose stranku. S njome je na predsjedničkim izborima uspio dobiti više glasova od Tafta, koji je s 23 % glasova imao najslabiji rezultat u povijesti Republikanske stranke. Republikanski razdor je, pak, najbolje iskoristio demokratski kandidat Woodrow Wilson i pobijedio na izborima. 
Nakon izlaska iz Bijele kuće, Taft je postao profesor ustavnog prava na Yaleu, te predsjednik Američke advokatske komore. U to doba je postao jedan od glavnih zagovornika mirnog rješavanja međunarodnih sporova te stvaranja organizacije koja će kasnije postati poznata kao Liga naroda. Svoje mirovne aktivnosti je nastavio i nakon izbijanja prvog svjetskog rata. Kada su pak SAD ušle u rat, Taft je podržao uvođenje regrutacije, smatrajući da samo najodlučnije vođeni ratni napor može dovesti rat do brzog završetka te tako prekinuti patnje i razaranja.
Godine 1921. je umro predsjednik Vrhovnog suda Edward Douglass White. To je predsjednik Warren G. Harding iskoristio kako bi Taftu ispunio davnu želju te ga je imenovao predsjednikom Vrhovnog suda. Senat je tu odluku jednoglasno potvrdio. Taft je na tom položaju ostao do smrti te sudjelovao u donošenju mnogih važnih odluka.
Taftovi potomci su nastavili obiteljsku tradiciju, tako da danas njegovi praunuci drže važne položaje u federalnoj i državnim administracijama.

## Vanjske poveznice
|  | Zajednički poslužitelj ima još gradiva o temi William Howard Taft |

- Inaugural Address  Arhivirana inačica izvorne stranice od 5. prosinca 2006. (Wayback Machine)
- Audio clips of Taft's speeches  Arhivirana inačica izvorne stranice od 17. prosinca 2006. (Wayback Machine)